# Coloured noise
coloured noise is een compositie van de Oostenrijker Wolfgang Mitterer. Het is (deels) geschreven voor 23 musici en elektronica. Brachial staat voor organisch, veelzijdig, lichamelijk, doorzichtig, onverklaarbaar (aldus de componist).

## Samenstelling
Het werk moet uitgevoerd worden door:
- 2 dwarsfluiten, 1 hobo, 2 klarinetten, 1 fagot, 1 saxofoon;
- 1 hoorn, 1 trompet, 1 trombone ;
- 3 violen, 2 altviolen, 2 celli, 1 contrabas;
- 2x slagwerk
- 2x piano
- 1x orgel
- tape.

## Compositie
De compositie bestaat uit drie lagen:
1. de basis van de compositie bestaat uit gesamplede fragmenten van eerdere composities en improvisaties op tape, deze zijn verdeeld over steeds gelijke tijdseenheden, die vanwege de huidige computertechnologie exact hetzelfde zijn;
2. een tweede laag vormen de dirigent, pianisten en contrabassist; zij vertalen die tijdseenheden naar maatindeling; binnen een tijdseenheid kan is de maatsoort hetzelfde, maar is bijna altijd verschillend van de maatsoort van de volgende tijdseenheid; er ontstaan hiermee versnellingen en vertragingen;
3. de derde laag wordt gevormd door de overige musici, die een uitgeschreven fragmentarische compositie uitvoeren, zij spelen echter nauwelijks allemaal tegelijk.

Door het gebruik van de tijdseenheden, staat de lengte van de compositie vast; deze is altijd 68:16.
Het werk is opgedeeld als een klassieke symfonie:
1. Langsam (19:46)
2. Scherzo 1 (10:36)
3. Scherzo 2 (8:38)
4. Scherzo 3 (7:57)
5. Attacca (21:20).

De muziek klinkt alsof de componist de partituur heeft verscheurt, er zijn allemaal snippers, hij heeft ze weer samengevoegd, maar de fragmenten sluiten niet meer op elkaar aan. Het is alsof het leven zelf op muziek is gezet. Soms lijkt het of er verbanden zijn in de muziek, maar deze blijken achteraf van de luisteraar zelf te zijn (omdat je die toch probeert te horen) en niet van de componist. De toevloed van fragmenten zorgt voor een constante audioverwarring.

## Titel
De titel Coloured noise wordt als volgt verklaard. Zuiver wit licht is natuurkundig het mooiste dat er is, er naar kijken kunnen we niet goed, het geeft geen goed gevoel. Voeg enige vervuilingen van andere kleuren toe en het beeld wordt voor ons rustiger. Zo is dat ook voor muziek. Tonenreeksen op zuiver natuurkundige basis klinken niet prettig in de oren; de vervuilingen/kleuringen zorgen ervoor dat wij er naar kunnen luisteren. De combinatie van die twee zaken levert Gekleurd geluid.
De première vond plaat op 15 november 2005 tijdens het Festival Wien Modern.

## Bron
- Uitgave Kairos: Klangforum Wien o.l.v. Peter Rundel met Mitterer, orgel.